# La vuelta al mundo en ochenta días (película de 1956)
La vuelta al mundo en ochenta días (Around the World in Eighty Days) es una película estadounidense de 1956 dirigida por Michael Anderson y producida por Michael Todd, basada en la novela homónima del escritor francés Julio Verne. La película narra la historia del caballero inglés Phileas Fogg, que apuesta la mitad de su fortuna con sus compañeros del Reform Club a que es capaz de realizar un viaje alrededor del mundo en 80 días. Su travesía va desde Inglaterra, sigue por Francia, España, el canal de Suez, India, Hong Kong, Japón y Estados Unidos. 
Es una película de alto presupuesto de Hollywood, producida por Michael Todd en su pionero sistema de 70 mm (Todd-AO) para obtener la más alta resolución de pantalla grande disponible en su tiempo. La película está protagonizada por David Niven y Cantinflas, quienes interpretan a Phileas Fogg y a Picaporte, respectivamente, junto a Shirley MacLaine y Robert Newton.
En esta película, muchos famosos actores hacen pequeñas apariciones (para las que Todd inventa el término cameo), como Marlene Dietrich, Buster Keaton, George Raft, Frank Sinatra, John Gielgud, Trevor Howard, Peter Lorre, Charles Boyer, Cesar Romero y Fernandel; participa también el torero español Luis Miguel Dominguín. Fue bien acogida por la crítica y aún más por la comunidad de Hollywood, y obtuvo cinco premios Óscar, entre ellos el de mejor película (pero no el de mejor dirección), y dos Globos de Oro.

## Argumento
El periodista televisivo Edward R. Murrow presenta un prólogo en pantalla, con imágenes de la película Un viaje a la Luna (1902) realizada por Georges Méliès , explicando que está basada libremente en el libro De la Tierra a la Luna de Julio Verne. También se incluye el lanzamiento de un cohete no tripulado y imágenes de la Tierra alejándose.
En 1872, el caballero inglés Phileas Fogg afirmaba poder dar la vuelta al mundo en ochenta días. Ante el escepticismo, apostó 20.000 libras (valor actual de unos 2,3 millones de libras) con cuatro compañeros del Reform Club (cada uno con una contribución de 5.000 libras) a que podía hacer el viaje y regresar al club ochenta días después, exactamente a las 20:45 de esa noche.
Junto con su ingenioso ayuda de cámara francés , Passepartout , Fogg recorre el mundo gastando generosamente dinero para animar a otros a ayudarle a llegar más rápido a sus destinos y así poder adaptarse a los ajustados horarios de los barcos de vapor. Al llegar a París, se enteran de que un túnel bajo los Alpes está bloqueado. El agente de Thomas Cook que los asiste les ofrece alquilar o vender su globo de gas. Fogg lo compra y sobrevuelan los Alpes bebiendo champán.
Desviados de su rumbo, ambos terminan accidentalmente en España, donde vemos una secuencia de flamenco sobre una mesa en un bar. Más tarde, Passepartout participa en una corrida de toros cómica. Después, viajan a Brindisi , en Italia. Mientras tanto, de vuelta en Londres, crece la sospecha de que Fogg ha robado 55.000 libras (unos 6,2 millones de libras actuales) del Banco de Inglaterra, por lo que Scotland Yard envía al inspector de policía Fix para seguirlo (empezando por Suez ), pero debe seguir esperando una orden judicial para poder arrestar a Fogg en los puertos bajo control británico que visitan.
En la India , Fogg y Passepartout rescatan a Aouda, una bella y joven viuda, de ser arrojada a una pira funeraria junto con su difunto esposo . Los tres viajan entonces a Hong Kong , Yokohama , San Francisco y al Salvaje Oeste (incluyendo la Nación Sioux ; una era pacífica y la otra, temible). Al llegar a Nueva York , organizan su pasaje en un carguero de vapor con destino a Venezuela; Fogg soborna al capitán para que los lleve a Inglaterra. Por desgracia, se quedan sin carbón en medio del océano y el barco se detiene. Fogg compra el barco y luego ordena a la tripulación que se lleve todo lo que se queme, incluidos los botes salvavidas, para abastecerse de combustible.
Llegan a Liverpool, donde, todavía con el tiempo justo para viajar a Londres y ganar su apuesta, Fogg es rápidamente arrestado por el diligente pero desorientado inspector Fix.
Tras detener a Fogg en la comisaría, Fix, avergonzado, descubre que el verdadero culpable ya ha sido detenido por la policía de Brighton . Aunque Fogg es exculpado y puede irse, no tiene tiempo suficiente para llegar a Londres antes de la fecha límite, por lo que lo ha perdido todo menos el amor eterno de la encantadora Aouda. Al regresar a Londres, Fogg le pide a Passepartout que organice una boda por la iglesia para el día siguiente, lunes. La salvación llega cuando Passepartout se sorprende al enterarse de que el día siguiente es en realidad domingo. Fogg se da cuenta entonces de que, al viajar al este hacia el sol naciente y cruzar la Línea Internacional de Cambio de Fecha , ha ganado un día. Por lo tanto, todavía hay tiempo suficiente para llegar al Reform Club y ganar la apuesta. Fogg corre al club, llegando justo antes de que suenen las 8:45 p. m. Passepartout y Aouda llegan después de él, sorprendiendo a todos sin querer, ya que ninguna mujer ha entrado antes en el Reform Club.

## Reparto
- David Niven (Phileas Fogg). Es el clásico caballero victoriano, de buen vestir y decir, extremadamente puntual. El elegido para encarnar a Phileas Fogg fue David Niven, propuesto por Evelyn Keyes, novia de Todd, y que era un reconocido actor británico pero no valorado como una gran estrella por lo que no tenía un elevado sueldo; por esta película cobró cien mil dólares estadounidenses.[1]
- Mario Moreno "Cantinflas" (Passepartout/Picaporte). Es el sirviente del señor Fogg. Todd se dirigió a México y se encerró durante una semana con Cantinflas. El actor no quería participar en la película, pero tras la insistencia del productor optó por aceptar.[1]
- Shirley MacLaine (princesa Aouda). Es princesa de la India. Para elegir a la actriz se realizaron audiciones a las que se presentaron más de un centenar de personas, siendo la elegida Shirley MacLaine, quien apenas había trabajado en el cine.[1] Actualmente es la última sobreviviente del elenco de la película.
- Robert Newton  (detective Mr. Fix). Es el detective de policía a quien se le asigna el caso del robo de un banco y que cree que Fogg ha sido quien lo ha robado. Niven propuso a su gran amigo Robert Newton, a quien los médicos le habían diagnosticado que le quedaban pocos meses de vida, para el papel del inspector Mister Fix y falleció a los siete meses de acabar el rodaje.[1]

### Cameos
- Barry Norton como extra no acreditado.[2]
- Basil Sydney (miembro del Reform Club)
- Buster Keaton (revisor de tren)
- Cedric Hardwicke (Sir Francis Cromarty)
- Charles Boyer (Monsieur Gasse, aeronauta)
- Fernandel (cochero en París)
- Frank Sinatra (pianista en bar de San Francisco)
- Harcourt Williams (Hinshaw, sirviente del Reform Club)
- John Gielgud (Mr. Foster)
- Luis Miguel Dominguín (hizo de torero junto con Cantinflas)
- Manolita de Jerez (cantaora de José Greco)
- Marlene Dietrich (chica del saloon en San Francisco)
- Martine Carol (turista)
- Noel Coward (Hesketh-Baggott, agente de empleo)
- Peter Lorre (camarero del Carnatic)
- Robert Morley (Ralph, miembro del Reform Club)
- Ronald Colman (oficial del ferrocarril en la India)
- Ronald Squire (miembro del Reform Club)
- Tim McCoy (coronel de caballería estadounidense). Gregory Peck fue el elegido para el papel del coronel de caballería, pero fue despedido durante el rodaje porque al director le pareció que no mostraba suficiente seriedad, siendo sustituido por McCoy.[3]
- Trevor Howard (Denis Fallentin, miembro del Reform Club)

## Preproducción

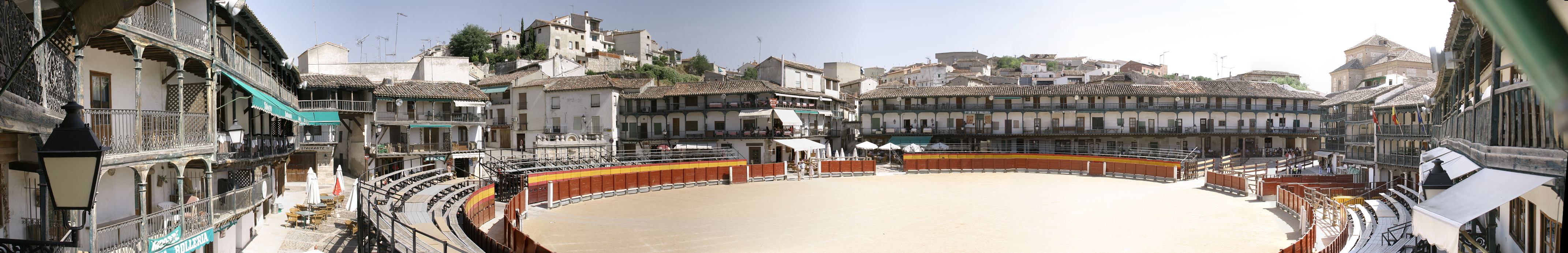
Plaza de toros de Chinchón

Tras su fracasado paso por el mundo del teatro, el productor Michael Todd comprendió que había que realizar algo espectacular, y empezó con el llamado Todd-AO. Todd prometió a Orson Welles en 1946 realizar una película basada en la novela de Julio Verne, pero no encontró dinero suficiente para llevarla a cabo. Años después, Alexander Korda prometió a Todd realizar una adaptación de alguna obra del escritor francés, a pesar de no creer que volviera a conseguir terminarla, Todd compró los derechos de la novela y contrató al guionista, S. J. Perelman, y Kevin McClory. La elección de la dirección fue para John Farrow, que había rodado antes en España, y que colaboró en la redacción del guion.

## Rodaje
Antes del comienzo del rodaje, Todd volvió a tener problemas de deudas, por lo que los guionistas exigieron que les pagaran en metálico. Si bien el rodaje empezó en agosto de 1955 y acabó oficialmente en octubre del mismo año, hubo partes que se pospusieron, finalizando en diciembre de ese año.
El primer desastre durante el rodaje, vino en su primera semana, con el rodaje de la escena de la corrida de toros en Chinchón, ya que a Todd no le parecía que Farrow le diera suficiente espectacularidad a las escenas, por lo que le despidió y contrató a un inexperto Michael Anderson quien decidió ceder algunas secuencias en favor del productor. Para el rodaje en Chinchón se reunió a unas 10 000 personas como figurantes; participaron no sólo casi todos los habitantes del municipio sino que se llamó a varios miles de poblaciones limítrofes.
Las escenas fueron rodadas en escenarios naturales, a excepción de dos escenas donde se usaron efectos visuales, como cuando sobrevuelan los Pirineos. Con la película acabada, el productor tuvo que realizar un prólogo para explicar la historia que le costó                                                                              $ 500 000 dólares estadounidenses y tras el estreno, un remontaje por valor de $ 200 000.

## Títulos de crédito y doblaje
Los títulos de crédito, por Saul Bass, fueron innovadores, en vez de una sucesión de letras, se hicieron animados. En el doblaje al español es conocida la colaboración de Cantinflas, quien llega a doblarse a sí mismo, si bien la censura provocó una modificación al hablarse mal de Tomás de Torquemada, diciendo en su lugar martirios chinos.

## Promoción y estreno
La promoción fue bastante amplia. Michael Todd y su compañera, Elizabeth Taylor, estuvieron en ochenta países. En Londres invirtieron 120 000 dólares estadounidenses en una fiesta con orquesta y otra con leones enjaulados. En Nueva York se dio una fiesta de cumpleaños a Taylor en el Madison Square Garden, pero fue un desastre.

## Recepción

### Crítica
En la web Rotten Tomatoes, la película recibe una valoración de 73 sobre cien, en donde 22 de los votos son positivos y 8 negativos, llegando a la conclusión que es una película cuya intención es divertir y entretener.

### Taquilla
El desastre de la celebración del cumpleaños de Taylor hizo que algunos esperaran que fuera a convertirse en un desastre en taquilla. No fue así, y recaudó en Estados Unidos 25 millones frente a los 6 de presupuesto.

### Licencias y fallos del guion
Hay bastantes licencias y errores a lo largo de la historia. Las licencias más importantes son: 
- La nacionalidad de Passepartout, quien en la novela es de origen francés y en la película no se especifica.[1] No obstante, parece obvio su origen latinoamericano, no solo por la forma de hablar del personaje, sino por preguntarle Phileas Fogg que cómo llegó a Inglaterra o su afinidad con las costumbres españolas.
- El viaje de París a Marsella, previsto en tren y finalmente realizado en globo debido a un percance en la línea. En la novela, los protagonistas no viajan a Marsella, sino de París a Brindisi (Italia) en tren cruzando los Alpes sin ningún contratiempo. En la novela no se cita ningún viaje en globo, el cual se da en otra novela de Verne, Cinco semanas en globo.[11]
- El paso por España, motivado por la errónea trayectoria del globo, que les desvía de la Costa Azul francesa. El metraje empleado para el paso por España, pese a no figurar en el libro, es amplio. Los protagonistas visitan una taberna andaluza donde se baila flamenco y se escuchan de fondo diversos motivos de pasodobles (El gato montés, España cañí o Suspiros de España) y Picaporte participa en una corrida de toros.

Respecto a los errores, se pueden destacar:
- La guardia inglesa fue creada en 1915, en la película aparece desfilando al comienzo de ésta.
- No había aún, por ese entonces, árboles en Nebraska.
- No existió el fuerte Kearney, el nombre más cercano es Kearny, el cual fue destruido en 1871.
- No había focos eléctricos en los teatros japoneses para esa época.
- En la secuencia del desfile en San Francisco suena una música de la que se dice es el himno oficioso del Sur. Esto no tiene sentido pues la historia transcurre en 1872: la Guerra de Secesión había terminado siete años antes y toda muestra pública de patriotismo confederado estaba prohibida.[12]
- En la película la despedida entre Fogg y el detective Fix se resuelve con un ácido comentario de Fogg sobre el carácter de Fix, de forma caballerosa. En el libro, la despedida se relata de la siguiente manera "Fogg se fue hacia el polizonte, le miró de hito en hito, y ejecutando el único movimiento rápido de toda su vida, echó sus brazos atrás, los adelantó violentamente con la precisión de un autómata, y descargó sus dos puños sobre el desventurado funcionario gubernativo".

### Premios
| Premio                              | Categoría                                | Candidatos                               | Resultado  |
| ----------------------------------- | ---------------------------------------- | ---------------------------------------- | ---------- |
| Premios Óscar                       | Mejor película                           | Michael Todd                             | Ganadora   |
| Premios Óscar                       | Mejor director                           | Michael Anderson                         | Candidato  |
| Premios Óscar                       | Mejor guion adaptado                     | John Farrow, S. J. Perelman, y James Poe | Ganadores  |
| Premios Óscar                       | Mejor fotografía - color                 | Lionel Lindon                            | Ganador    |
| Premios Óscar                       | Mejor montaje                            | Gene Ruggiero y Paul Weatherwax          | Ganadores  |
| Premios Óscar                       | Mejor banda sonora - dramática o comedia | Victor Young                             | Ganador    |
| Premios Óscar                       | Mejor diseño de producción - color       | Ken Adam, Ross Dowd, y James W. Sullivan | Candidatos |
| Premios Óscar                       | Mejor diseño de vestuario - color        | Miles White                              | Candidato  |
| Premios Globo de Oro                |                                          |                                          |            |
| Mejor Película - Drama              | Michael Todd                             | Ganadora                                 |            |
| Mejor director                      | Michael Anderson                         | Candidato                                |            |
| Mejor actor - Comedia o musical     | Cantinflas                               | Ganador                                  |            |
| Premios del Sindicato de Directores |                                          |                                          |            |
| Mejor director                      | Michael Anderson                         | Candidato                                |            |
| Writers Guild of America            |                                          |                                          |            |
| Mejor comedia americana             | John Farrow, S. J. Perelman, y James Poe | Ganadora                                 |            |
| New York Film Critics Circle Awards |                                          |                                          |            |
| Mejor película                      | Michael Todd                             | Ganadora                                 |            |
| Mejor guion                         | John Farrow, S. J. Perelman, y James Poe | Ganadores                                |            |
| National Board of Review            |                                          |                                          |            |
| Mejor película                      | Michael Todd                             | Ganadora                                 |            |
| 10 películas destacadas             |                                          | Ganadora                                 |            |